# كريس كوبر (لاعب كرة قاعدة)
كريس كوبر (بالإنجليزية: Chris Cooper)‏ (و. 1978  م) هو لاعب كرة قاعدة أمريكي، ولد في بيتسبرغ، مركز لعبه هو مرسل الكرة ‏.

## التعليم
تعلم في جامعة نيومكسيكو.

## روابط خارجية
- كريس كوبر على موقعبيزبول رفرنس.كوم (الدوري الثانوي) (الإنجليزية)